# Мавзолей Ходжа Донійор
Мавзолей Ходжа Донійор (узб. Xoʻja Doniyor maqbarasi / Хўжа Дониёр мақбараси) — мавзолей у Самарканді над могилою одного зі святих.

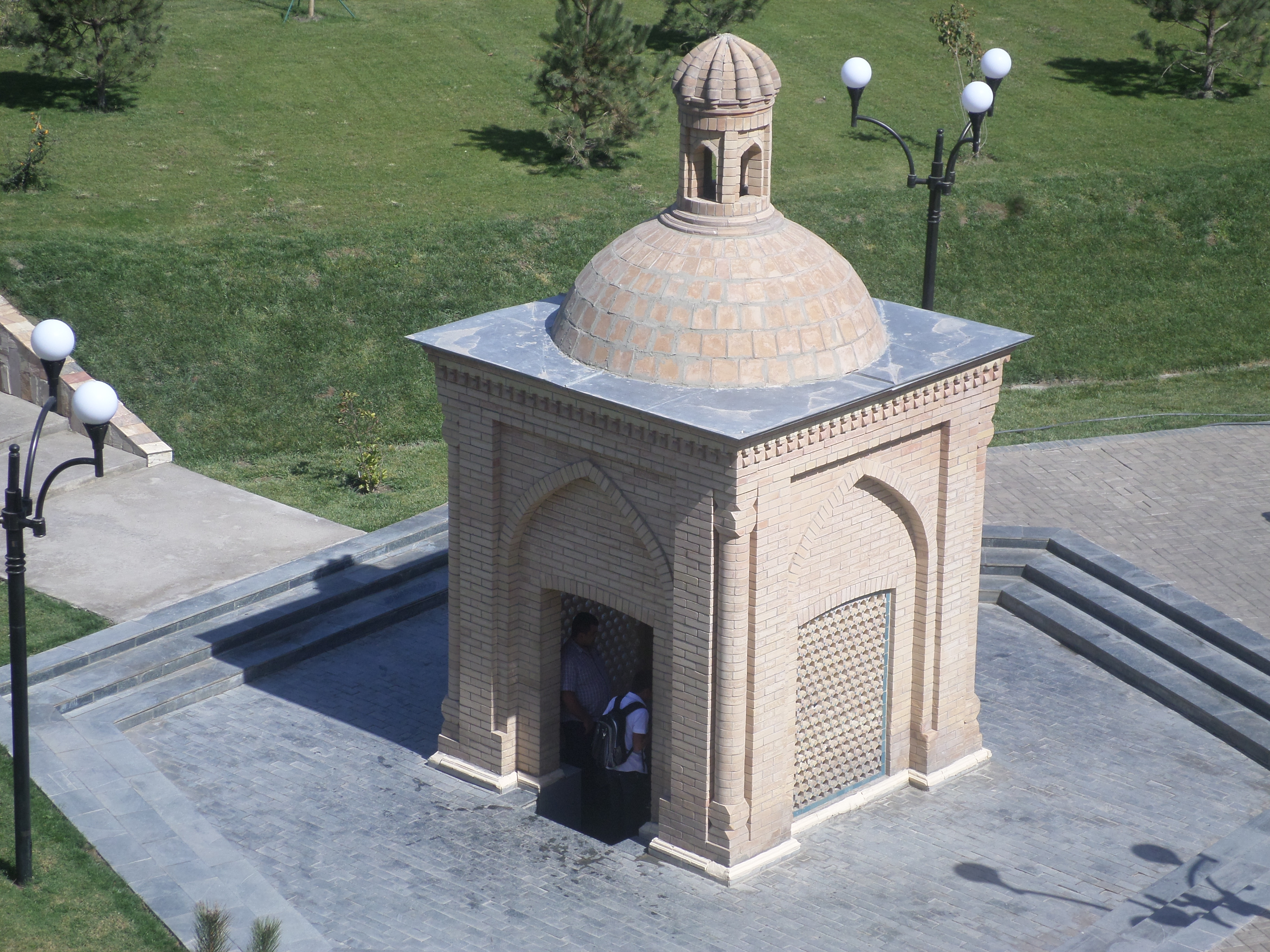
Сардоба зі священним джерелом

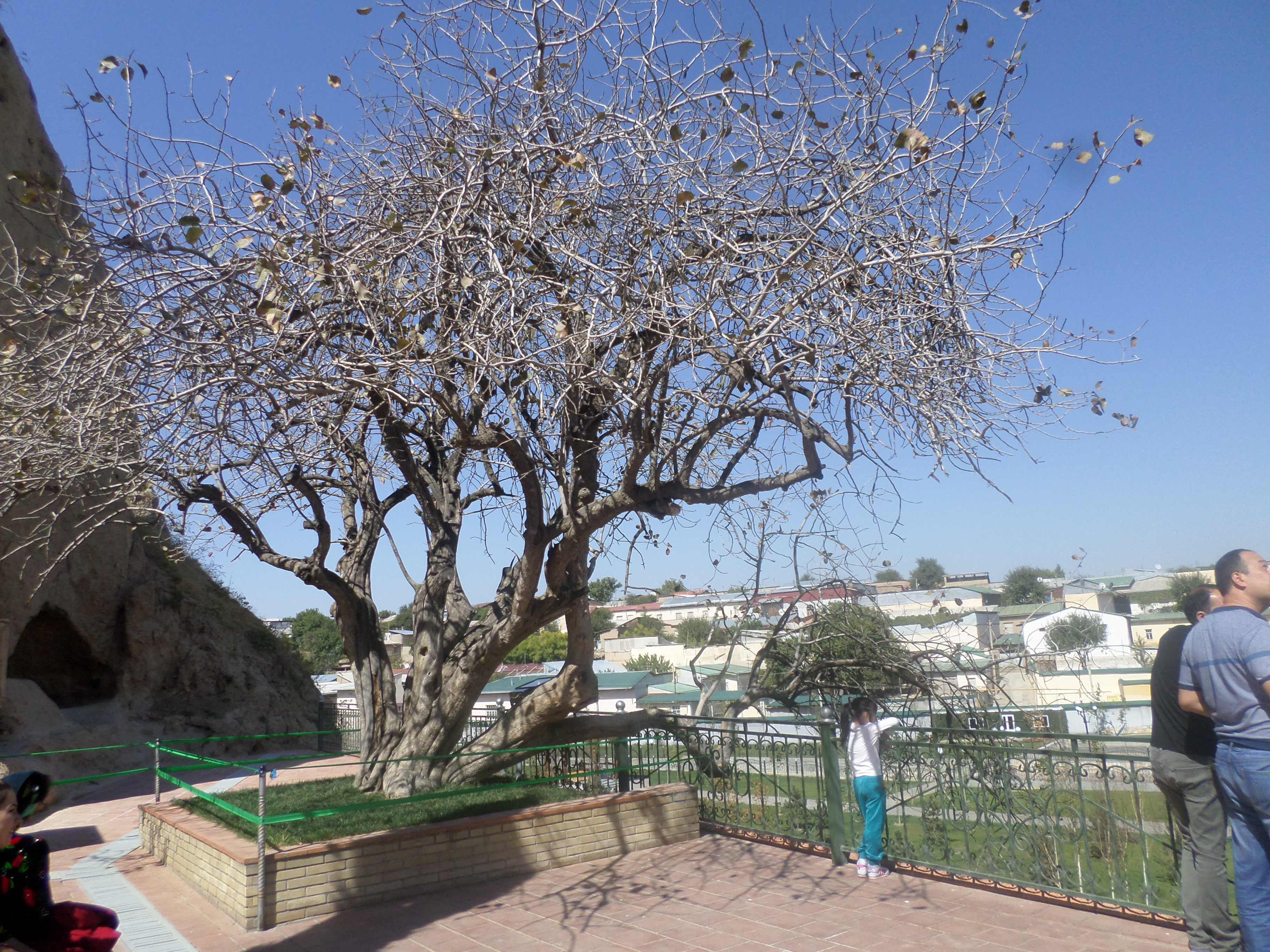
Фісташкове дерево

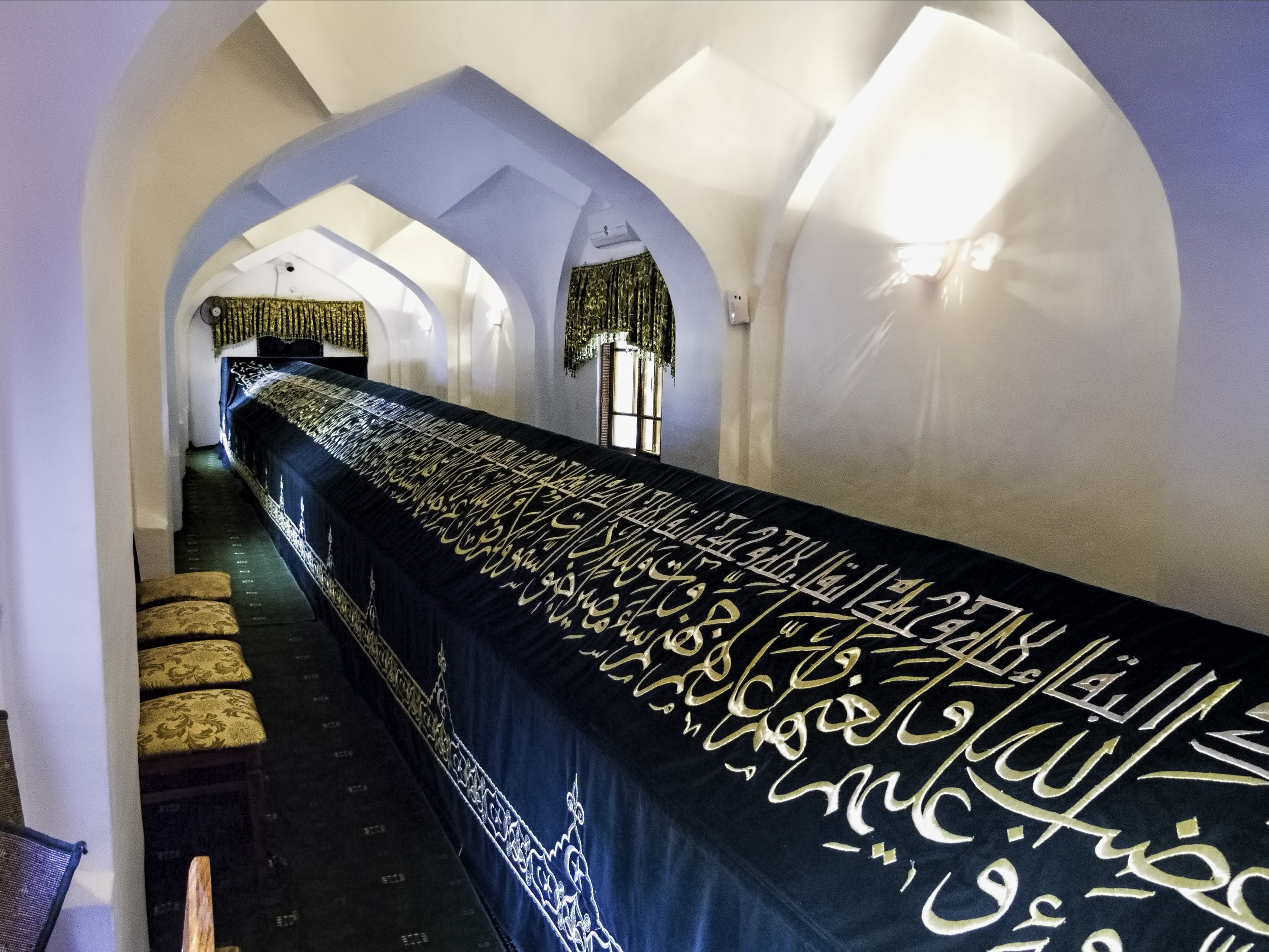
Довга дахма всередині мавзолею, в якому поховані останки пророка

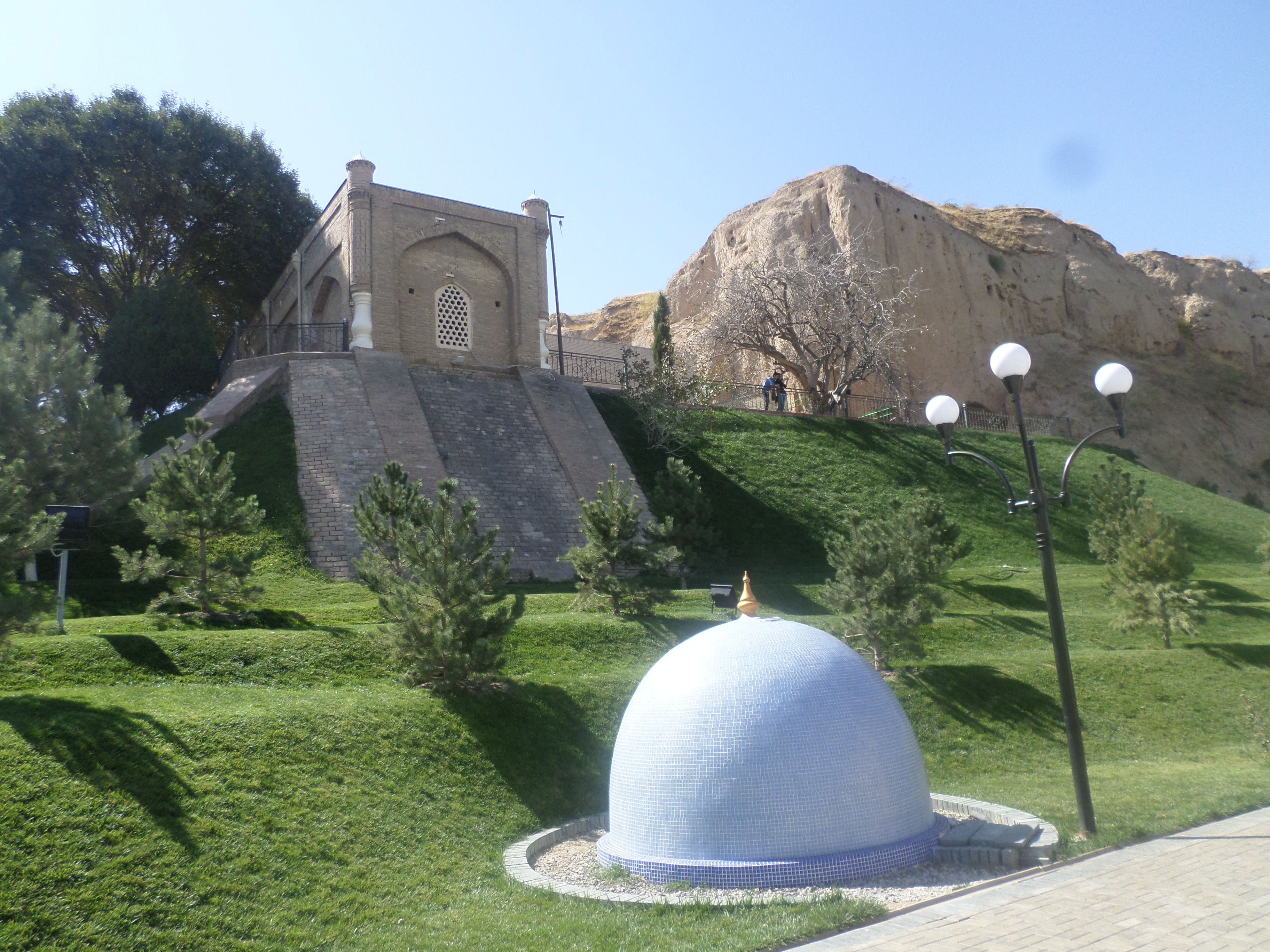
Вид на мавзолей і на справжнє місце (купол) виникнення священного джерела

За легендарними відомостями XVIII століття, в мавзолеї похований прах старозавітного біблійного пророка Даніяра (Даниїла), останки якого були привезені у Самарканд і поховані середньоазійським середньовічним полководцем і завойовником Аміром Тимуром (Тамерланом). Нинішня будівля мавзолею і комплекс були побудовані на самому початку XX століття, в наступні роки будівля мавзолею і комплекс кілька разів реконструйовувалися.
Мавзолей і комплекс Ходжа Донійор розташовані в північно-східній частині міста Самарканд, в північно-східній околиці стародавнього городища Афросіаб, на невеликій височині, поблизу берега невеличкої річки Сіаб.
Згідно з історичною книгою «Самарія» середньоазійського історика Абу Тахірходжа Самарканді, пророк Донійор (Даніяр) був одним зі сподвижників ісламського арабського проповідника Кусама ібн Аббаси, який зіграв ключову роль в насадженні ісламу у Самарканді і його околицях. У християнстві пророк Даниїл — один з так званих «великих пророків», автор однієї зі старозавітних біблійних книг — книги Даниїла. В юдаїзм Данієль також один із шанованих пророків.
Виникнення поховання пророка Донійора (Даніяра, Даниїла, Данієля) відносять до середньоазійського полководця і завойовника Аміра Тимура (Тамерлана), який в кінці 1400-х років привіз у Самарканд його останки, і на місці його поховання побудував мечеть. Останки пророка були привезені полководцем з міста Сузи (сучасна територія іранського остана Хузестан) під час його походу в Малу Азію (нинішня Туреччина) в 1399—1404 роках. За переказами, коли караван з декількох десятків верблюдів наблизився до Самарканду і зупинився на березі річки Сіаб, кінь, що перевозив останки пророка, також зупинився. І Аміром Тимуром було вирішено поховати пророка на тому місці, де зупинився кінь. Згідно з переказами, від удару копита коня забило джерело, яке стало цілющим. Після завершення будівництва мавзолею, з роками, за легендою могила почала рости, досягнувши в довжину понад 17 метрів (близько 18 метрів). Мавзолей періодично добудовувався і подовжувався муллами, а на початку XX століття над могилою пророка спорудили прямокутну довгу будівлю мавзолею з ланцюжком з п'яти низьких куполів; одним з архітекторів був Абдукодир Чалдівор. Всередині мавзолею знаходиться довга дахма, в якій і був похований пророк. На території комплексу мавзолею знаходиться джерело, що вважається цілющим і святим. Багато прочан п'ють воду з цього джерела, сподіваючись вилікуватися від хвороб або просто освятиться. Також на території комплексу побудований айван для молитви мусульман.
У 2001 році місто Самарканд і його історичні архітектурні й археологічні пам'ятники, в тому числі мавзолей і комплекс Ходжа Донійор були внесені у список Всесвітньої спадщини ЮНЕСКО під назвою «Самарканд — перехрестя культур».